# Acasp

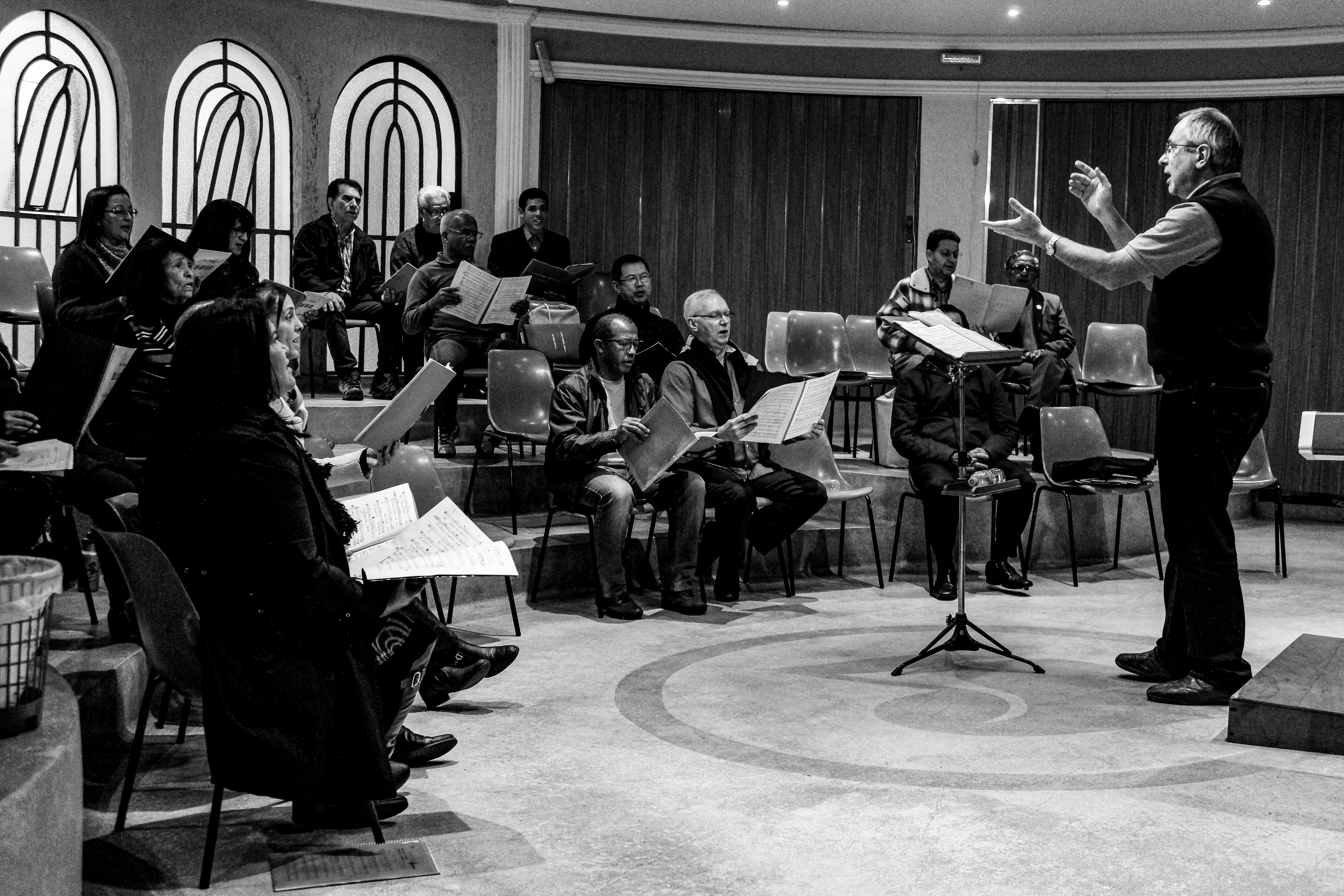
Foto do ensaio do atual Coral Fávio Garcia

A Associação Coral Adventista de São Paulo, ou simplesmente ACASP, (atual Coral Flávio Garcia) foi fundada em 1973, pelo maestro Flávio Araújo Garcia, com a finalidade de desenvolver o canto coral em sua terra e, particularmente a música sacra e erudita. Em todos estes anos de existência, já cantou para centenas de milhares de pessoas, contando com mais de 2000 apresentações públicas. Tem participado dos mais diversos eventos culturais promovidos por secretarias de cultura de diversos estados e municípios brasileiros, bem como por entidades particulares.
A Secretaria dos Negócios da Cultura do Estado de São Paulo, Brasil, tem contratado a ACASP para temporadas oficiais desde de 1975. Por mais de 150 vezes atuou ao lado da Orquestra Sinfônica do Estado de São Paulo, sob a regência de conhecidos maestros como: Eleazar de Carvalho, Isaac Karabischevisky, Diogo Pacheco, Henrique Morelembaun, na apresentação de peças artísticas dos mais renomados compositores, tais como: Wagner, Haydn, Bach, Haendel, Padre José Maurício, Villa Lobos, Beethoven, Verdi, Carlos Gomes, Liszt e outros.
Ao longo desses anos alguns trabalhos se destacam: Participou por diversas vezes da abertura e encerramento do Festival de Inverno de Campos do Jordão, interpretando obras como: "Chorus nº 10" de Villa Lobos, "9ª Sinfonia" de Beethoven, "Ressurreição" de Mahler, dentre outras.
Em Maio de 1988 apresentou-se em várias cidades do Chile.
Em Dezembro de 1989 a ACASP apresentou-se no parque do Ibirapuera, como convidada especial do Programa Terra, juntamente com a Orquestra Sinfônica Estadual, tendo cantado para um público de milhares de pessoas. O programa, em defesa da natureza, num plano ecológico mundial, foi transmitido para todo Brasil e para mais de 40 países, através de uma cadeia de televisão.
Em Dezembro de 1991 apresentou ao lado da Orquestra Sinfônica Estadual, sob a regência do maestro Diogo Pacheco, o "Requiem K-626", de Mozart, em comemoração ao bicentenário da morte do compositor.
Em Dezembro de 1993, deu recitais em várias cidades no Japão e nos Estados Unidos da América.
Em 1994, apresentou o "Requiem" de John Rutter, pela primeira vez no Brasil, e sob a regência do maestro Carlyle Weiss.
No ano de 1996, participou do Concerto de Abertura da temporada Carlos Gomes, ao lado da Orquestra Sinfônica Estadual sob a regência do maestro Eleazar de Carvalho. Ainda em 1996, apresentou no Teatro Municipal de São Paulo, o "Requiem Alemão", de Brahms, juntamente com Wyoming Collegiate Chorale dos Estados Unidos da América, sob a regência de Carlyle Weiss.
Em 1998, apresentou-se no Memorial da América Latina, ao lado as Orquestra da RTC sob a regência do maestro Fábio de Oliveira, interpretando obras de Verdi.
Em Julho de 1999, apresentou-se ao lado da Banda Sinfônica da Polícia Militar do Estado de São Paulo, por ocasião do encerramento da Semana de Artes de Itu, e, em Dezembro ao lado da mesma corporação musical na sala São Paulo.
A par de seus compromissos com entidades culturais e artísticas, a ACASP tem se apresentado em: igrejas, hospitais, orfanatos, asilos, escolas, presídios, casas legislativas, palácios do governo, congressos médicos, indústrias e em inúmeros outros locais, ocasiões em que tem procurado transmitir mensagem de paz a todos aqueles que entram em contato com sua música.